# Eschen-Zackenrandspanner

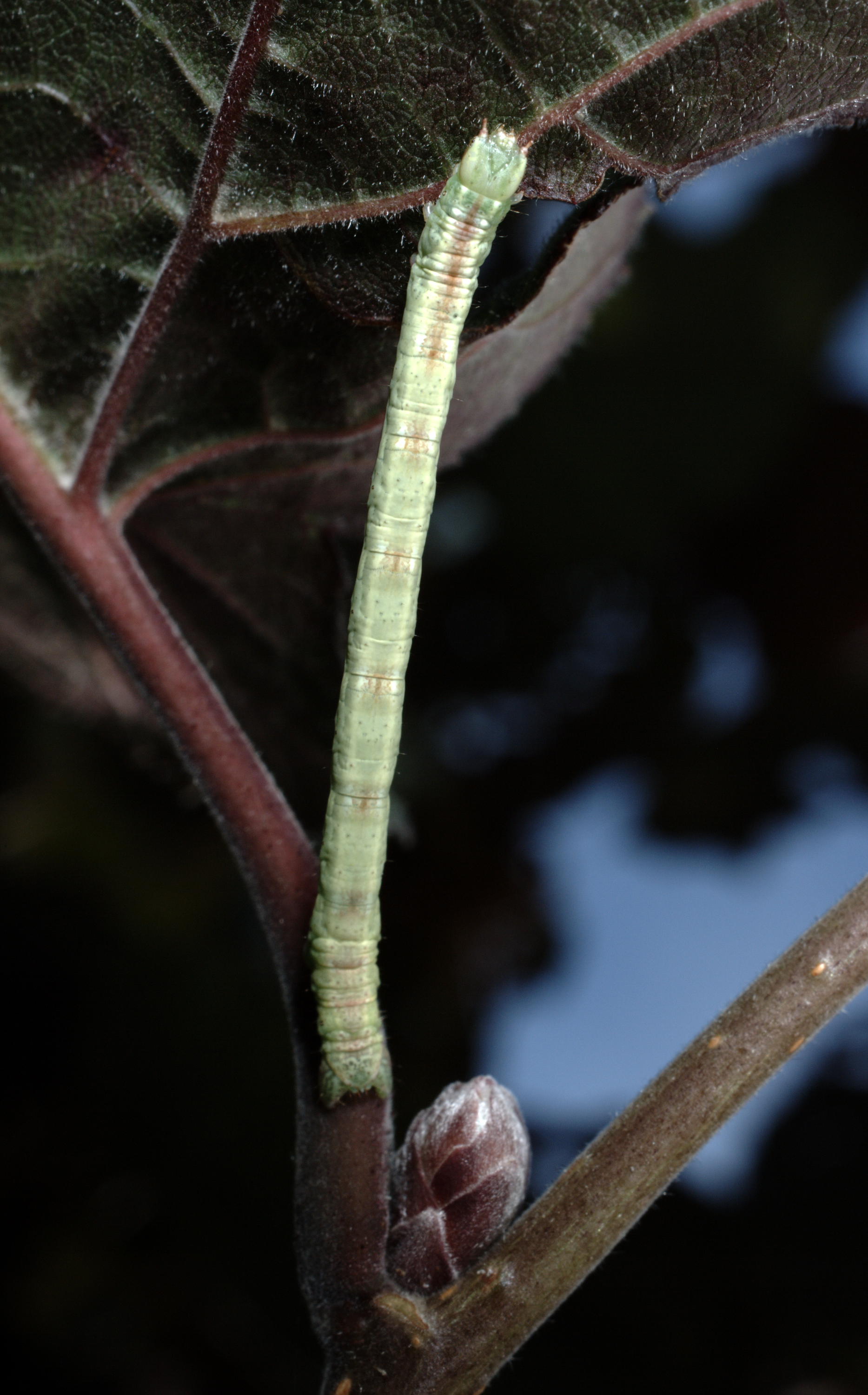
Raupe

Der Eschen-Zackenrandspanner (Ennomos fuscantaria), zuweilen auch als Eschen-Parkland-Zackenrandspanner bezeichnet, ist ein Schmetterling (Nachtfalter) aus der Familie der Spanner (Geometridae). Das Artepitheton leitet sich von dem lateinischen Wort fuscare mit der Bedeutung „bräunen“ ab und bezieht sich auf die teilweise bräunliche Färbung der Falter.

## Merkmale

### Falter
Die Falter erreichen eine Flügelspannweite von 33 bis 38 Millimetern bei den Männchen und von 33 bis 42 Millimetern bei den Weibchen. Die Flügeloberseiten sind überwiegend ockergelb bis gelborange gefärbt. Das Mittelfeld der Vorderflügel wird von zwei dunklen Querlinien begrenzt, die sich am Innenrand leicht annähern. Die Region zwischen äußerer Querlinie und Saum ist mehr oder weniger stark nussbraun bis violett braun verdunkelt. Die Flügelränder sind unregelmäßig gezackt. Die Fühler der Männchen sind kräftig doppelkammzähnig, die der Weibchen sehr kurz doppelt gesägt. Ein Saugrüssel fehlt.

### Präimaginalstadien
Das Ei ist kastenförmig, vierkantig und grün gefärbt. Die Kante ist weiß, die Mikrophylrosette 7- bis 8-blättrig.
Ausgewachsene Raupen sind sehr schlank und im Wesentlichen grünlich gefärbt. An einigen Segmenten heben sich braune, warzenartige Höcker oder Spitzen ab, die jedoch auch fehlen können. Zuweilen ist eine unterbrochene rotbraune Rückenlinie zu erkennen.
Die Puppen sind grünlich bis gelblich gefärbt. Am Kremaster befinden sich mehrere schwarze Hakenborsten.

### Ähnliche Arten
Den ähnlich gefärbten Zackenrandspannerarten Eichen-Zackenrandspanner (Ennomos quercinaria), Birken-Zackenrandspanner, (Ennomos erosaria) und Erlen-Zackenrandspanner (Ennomos alniaria) fehlt allen der verdunkelte bräunliche Bereich zwischen äußerer Querlinie und Saum auf der Vorderflügeloberseite.

## Verbreitung und Lebensraum
Der Eschen-Zackenrandspanner ist in Europa bis in die Mitte Russlands weit verbreitet. In Nordafrika lebt die Unterart Ennomos fuscantaria algeriensis. Hauptlebensraum sind Au- und Laubwälder. Die Falter wurden auch im Stadtkern von Großstädten nachgewiesen. Dort kommen sie in Gärten und Stadtparks, auf Friedhöfen sowie an Alleen vor. In den Nordalpen steigt die Art bis auf etwa 1000 Meter, in den Südalpen bis auf ca. 1500 Meter Höhe.

## Lebensweise
Die Falter sind überwiegend nachtaktiv und fliegen in einer Generation zwischen Juli und Oktober. Sie erscheinen nachts an künstlichen Lichtquellen. In ihrer Ruheposition winkeln sie die Flügel meist schräg ab und die Fühler werden parallel nach hinten auf den Thorax gelegt. Die Eier werden in langen Reihen an Ästen abgelegt und überwintern. Die Raupen leben zwischen Juni und August des folgenden Jahres und ernähren sich in erster Linie von den Blättern der Gemeinen Esche (Fraxinus excelsior) oder von Gewöhnlichem Liguster (Ligustrum vulgare). Die Verpuppung erfolgt zwischen Blättern.

## Gefährdung
Der Eschen-Zackenrandspanner ist in Deutschland weit verbreitet, kommt gebietsweise zahlreich vor und wird als „nicht gefährdet“ eingestuft.